# Prosopis humilis
La algarrobilla (Prosopis humilis) es una especie arbustiva perteneciente al género de fabáceas Prosopis. Habita en el centro del Cono Sur de Sudamérica.  

## Distribución
Se distribuye en regiones semiáridas del centro de la Argentina, de donde es endémico, en las provincias de Córdoba, San Luis y La Pampa, alcanzando por el sur el sudoeste de Buenos Aires. Integra el sotobosque de bosques semixerófilos y palmares serranos, tanto en el pedemonte como en altiplanicies más elevadas.

## Características
Es un arbusto rastrero, ya que solo se eleva 20 a 40 cm. Presenta tallos espinosos, con espinas axilares de hasta 5 cm de longitud. Posee hojas reducidas o caducas, bipinnadas, uniyugadas, con 1 a 2 pares de diminutos folíolos. Las flores se presentan en racimos axilares de una longitud de entre 3 y 6 cm, de un color rojo fuerte y corola amarilla. 
El fruto es una legumbre comprimida, rojiza, linear, algo curva, de 4 a 10,5 cm de largo por 1 cm de ancho. El colorido de sus flores le otorga alguna cualidad ornamental.

## Taxonomía
Prosopis humilis fue descrito en el año 1833 por John Gillies sobre una descripción de William Jackson Hooker.
Etimología
Etimológicamente, el nombre genérico Prosopis proviene del griego antiguo y podría significar ‘hacia la abundancia’ ("pros" = ‘hacia’ y "Opis" = ‘diosa de la abundancia y la agricultura’). El nombre específico humilis es una palabra del latín que significa ‘humilde’ o ‘sencillo’, dado su pequeño tamaño.